# Навроцкий, Станислав
Станислав Навроцкий (20 ноября 1927, Стара Весь, Люблинское воеводство, Польша — 30 ноября 2021) — польский почвовед.

## Биография
Родился 20 ноября 1927 года в Старой Веси. В 1946 году поступил на агрохимический факультет Люблинского воеводства, который он окончил в 1951 году. Одного диплома ему показалось мало, и тогда он переехал в Москву и поступил на аспирантуру МСХА, который он окончил в 1956 году. После окончания МСХА вернулся на родину, где устроился на работу в Высшую сельскохозяйственную школу в Люблине, где он вплоть до 1968 года занимал должности профессора и проректора, а также заведовал кафедрой общего земледелия. С 1968 по начала 2000-х годов занимал должность директора НИИ агротехники, почвоведения и удобрений в Пулавах.
С начала 2000-х годов до момента смерти был на пенсии.
Скончался 30 ноября 2021 года.

## Научные работы
Основные научные работы посвящены исследованиям физических свойств почв.
- Занимался разработкой и внедрением специализированных севооборотов.

## Членство в обществах
- 1973 — член-корреспондент Польской АН.
- 1986 — действительный член Польской АН.
- 1978—1992 — иностранный член ВАСХНИЛ.
- 1992—2014 — иностранный член РАСХН.
- 2014 — иностранный член РАН.